# Внутренний долг
Внутренний государственный долг — финансовые обязательства государства, возникающие в связи с привлечением для выполнения государственных программ и заказов средств негосударственных организаций и населения страны.
В Российской Федерации включает в себя долговые обязательства Правительства РФ, выраженные в валюте РФ, перед юридическими и физическими лицами, если иное не установлено законодательными актами, обеспечивается всеми активами, находящимися в распоряжении Правительства РФ. Внутренний долг охватывает задолженности прошлых лет, вновь возникшие задолженности и долговые обязательства бывшего СССР в части, принятой на себя РФ.
Может иметь форму кредитов, государственных займов, осуществленных посредством выпуска ценных бумаг, других долговых обязательств, гарантированных Правительством РФ.

## Виды государственных долговых инструментов
Долговые обязательства различаются по срокам на: краткосрочные (до 1 года), среднесрочные (от 1 года до 5 лет) и долгосрочные (от 5 до 30 лет).
Основные государственные долговые обязательства, обеспеченные Правительством РФ, включают:
- государственные краткосрочные облигации ГКО;
- государственные долгосрочные облигации;
- облигации государственного сберегательного займа;
- облигации внутреннего государственного валютного займа;
- казначейские векселя и обязательства: золотые сертификаты Министерства финансов РФ. Федеральным законом «О восстановлении и защите сбережений граждан Российской Федерации» обесцененные после 1991 года вклады граждан признаны внутренним долгом государства.

## Исторические показатели
Структура и динамика государственного внутреннего долга по состоянию на 1 мая 2007 года (в части государственных ценных бумаг, номинированных в валюте Российской Федерации):
| Виды государственных ценных бумаг | Долг, млрд руб. |
| --------------------------------- | --------------- |
| ОФЗ-ПД                            | 244,50          |
| ОФЗ-ФК                            | 94,83           |
| ОФЗ-АД                            | 717,16          |
| ГСО-ППС                           | 0,42            |
| ГСО-ФПС                           | 52,00           |
| Итого                             | 1108,91         |

По данным Министерства финансов РФ внутренний долг составлял (млрд. руб.):
°01.01.1993 — 3,57
°01.01.1994 — 15,64
°01.01.1995 — 88,06
°01.01.1996 — 187,74
°01.01.1997 — 364,46
°01.01.1998 — 490,92
°01.01.1999 — 529,94
°01.01.2000 — 578,23
°01.01.2001 — 557,42
°01.01.2002 — 533,51
°01.01.2003 — 679,91
°01.01.2004 — 682,02
°01.01.2005 — 778,47
°01.01.2006 — 875,43
°01.01.2007 — 1 064,88
°01.01.2008 — 1 301,15
°01.01.2009 — 1 499,82
°01.01.2010 — 2 094,73
°01.01.2011 — 2 940,39
°01.01.2012 — 4 190,55
°01.01.2013 — 4 977,90
°01.01.2014 — 5 722,24
°01.01.2015 — 7 241,17
°01.01.2016 — 7 307,61
°01.01.2017 — 8 003,46
°01.01.2018 — 8 689,63
°01.01.2019 — 9 169,636
°01.01.2020 — 10 171,932
°01.01.2021 — 14 751,438